# Ricette d'amore
Ricette d'amore (Bella Martha) è un film del 2001, esordio della regista tedesca Sandra Nettelbeck, che è anche l'unica autrice della sceneggiatura.

## Trama
Martha è una cuoca professionista, dipendente in un ristorante di Amburgo. Poiché la raffinatezza dei suoi piatti rende il locale famoso in tutta la città, la proprietaria asseconda pazientemente lo strano carattere della donna, chiuso e volitivo, poco disponibile nei confronti del personale e sempre teso a una maniacale cura dei particolari, a una perfezione gastronomica non di rado eccessiva.
Martha non accetta critiche e non condivide con altri nessun aspetto della sua arte, della quale si ritiene padrona assoluta ma che totalizza però la sua esistenza, non lasciandole altro spazio per alcun tipo di rapporto umano. Conscia di questo e sofferente per la sua condizione, la bella cuoca segue una terapia con uno psicanalista.
La routinaria vita di Martha subisce però un giorno un brusco cambiamento. Sua sorella, divorziata e madre di una bambina di soli otto anni, muore improvvisamente in un incidente stradale e Martha è costretta a occuparsi temporaneamente della bambina, fin quando almeno non verrà rintracciato il padre, un italiano del quale la donna conosce a malapena il nome (Giuseppe Lorenzi) e il recapito in Italia. Ne risultano sconvolti non solo i tempi, incompatibili con le esigenze educative della bambina, ma anche gli affetti, i sentimenti, l'idea di sé.
Attraverso la giovane nipotina, Martha è costretta a rielaborarsi in direzioni a lei ancora sconosciute, scopre l'importanza dei legami e l'impegno che essi esigono, un impegno che lei deve sottrarre alla sua attività professionale. Sopraggiunge una crisi che mette a dura prova il rapporto tra Martha e la tollerante proprietaria del ristorante, che non licenzia la bella cuoca tedesca, bensì le affianca uno sconosciuto cuoco italiano, Mario (Sergio Castellitto), apparentemente estraneo ai canoni dell'alta cucina accademica, ma dotato invece di una grande carica umana e sociale, che conquista dapprima il resto del personale e poi la stessa nipotina di Martha, che pur rifiutando sistematicamente le prelibatezze preparate dalla zia, divora con appetito i semplici piatti di spaghetti del cuoco.
La vitalità e la semplicità di Mario, unite a una certa discrezione e a una puntuale intraprendenza, nascondono invece una raffinata maestria culinaria e aprono lentamente un varco nella personalità rigida e arroccata di Martha, che grazie al cuoco stesso riesce a stringersi ancor più a sua nipote della quale è finalmente pronta a riconoscere le esigenze affettive.
Ma, proprio nel momento in cui le cose sembrano volgere al meglio, in un rapporto a tre tra Martha, Mario e la bambina, che si configura equilibrato e sereno, ecco arrivare in Germania il padre della bimba pronto a prendere con sé la figlia e a portarla in Italia. Il distacco per Martha è dolorosissimo e causa di una nuova crisi interiore, dalla quale riesce a liberarsi soltanto abbandonando il ristorante.
Con l'aiuto di Mario, Martha scende in Italia per far visita alla bambina e scopre finalmente una realtà a lei congeniale, un ambiente accogliente e umano, nel quale sceglierà di vivere e di continuare a lavorare, con l'affetto del suo cuoco italiano e di sua nipote.

## Il film nella critica
Bella Martha, distribuito in Italia con un titolo forse eccessivamente retorico (Ricette d'amore), è il vero film d'esordio della regista tedesca Sandra Nettelbeck che figura anche come unica autrice della sceneggiatura.
Si tratta di una commedia lineare e gradevole ma rifinita di toni drammatici, fedele ai canoni sobri e minimalisti di un certo cinema tedesco che tenta di raccontare storie di umanità con misurato trasporto, leggerezza e soprattutto con una sapiente arte cinematografica, spesso appresa in lunghi periodi di formazione negli studios californiani.
Da un punto di vista tipicamente nostrano, stridono e forse infastidiscono certi luoghi comuni con il quale il film presenta l'italianità di Mario,
il cuoco che piomba nella vita privata della bella Martha al punto di sconvolgerla e redimerla al tempo stesso con il suo carattere estroverso e le sue doti umane, secondo i tedeschi, tipicamente italiane. Pregiudizi questi in fondo di natura positiva, ancora fortemente radicati nella società tedesca contemporanea, acquisibili come accessori a una narrazione che non ne risulta affatto stravolta.
Nel film, a dispetto del titolo sentimentale, è centrale il dramma vissuto dalla protagonista, rappresentata da una eccellente Martina Gedeck, una matura interprete tedesca, attiva soprattutto nelle produzioni televisive.
La bravissima cuoca professionista, fulcro centrale intorno al quale ruota l'attività di un famoso ristorante, vive nella assoluta incapacità di comunicare, prigioniera di una realtà asettica e immune che essa stessa ha contribuito a determinare, ma che inesorabilmente ne provoca la sofferenza; il suo mondo si limita alla perfezione professionale ed è incapace di aprirsi ad altre categorie di pensiero e di sentimenti.
Le immagini fredde del film costruiscono bene il dramma muto di Martha, la sua bellezza ascetica è ben dosata e l'attenzione per la fotografia di interni mette ben a fuoco i due personaggi principali. Si tratta di un film certamente nordico per ispirazione e costruzione, ma che tende e volge a sud, seppur verso un sud ipotetico, immaginifico, irreale, costituito ancora una volta da quegli stereotipi che gravitano intorno a una certa pretesa superiorità del nostro modello di vita edonistico, bucolico, mediterraneo.
Il cibo svolge il ruolo di terzo e fondamentale protagonista nel film. La sua è una presenza forte ma non elegiaca. Non si assiste comunque a una competizione culinaria, a uno scontro di culture e di cucine. Martha rimane, nei suoi dolori di donna e al pari di Mario, un personaggio molto reale e non un semplice chef a tre stelle di una qualsiasi guida gastronomica.
Ulteriore chiave d'interpretazione del film è quindi l'attenzione al cibo che del resto ritroviamo in tanti film da La grande abbuffata (cibo e morte), a Miseria e nobiltà (cibo e fame), a Il pranzo di Babette, a Come l'acqua per il cioccolato (cibo e carnalità). In questo film il rapporto è tra cibo e amore. Il cibo come metafora dei sentimenti dei personaggi: il cibo elaborato e tecnicamente perfetto della protagonista, ma privo di sapore perché freddo e non coinvolgente, ostinatamente rifiutato della nipote, che cerca amore e affetto, cose che trova nel cibo offertole dal cuoco italiano, un cibo semplice ma caldo e saporito. Il cibo come seduzione ed espressione reale di amore verso quello per cui lo si confeziona e al quale lo si offre. Il cibo con i suoi odori, sapori e colori coinvolge tutti i nostri sensi ed è inevitabile quindi che ispiri la nostra sessualità: così accade per Martha conquistata dall'apparente rozzezza e semplicità dei cibi del cuoco italiano. 
«Non c'è dubbio che i profumi, i sapori, gli assaggi nel piatto dell'altro, sono tutti movimenti di seduzione, infatti la prima cosa che si chiede a una donna è quella di andare a cena insieme».
Bravissimo Sergio Castellitto: il suo calore dilaga nel film dal momento della sua comparsa e gioca da contrappunto alla performance della Gedeck.
Sostanziale il contributo musicale di Keith Jarrett.
Nel 2007 è stato realizzato un remake statunitense, intitolato Sapori e dissapori con Catherine Zeta-Jones e Aaron Eckhart a giudizio della critica di levatura molto inferiore all'originale.

## Riconoscimenti
- 2002 - European Film Awards
  - Miglior attore (Sergio Castellitto)
- 2002 - Deutscher Filmpreis
  - Migliore attrice (Martina Gedeck)
- 2002 - Festival international du film d'amour de Mons
  - Grand Prix
  - Miglior sceneggiatura
  - Miglior interpretazione femminile (Martina Gedeck)
  - Miglior interpretazione maschile (Sergio Castellitto)